# Meliora
Meliora (en latín: la acción de perseguir algo mejor) es el tercer álbum de estudio de la banda de heavy metal sueca Ghost. El álbum fue producido por Klas Åhlund y publicado el 21 de agosto de 2015. Marcó el retiro del vocalista principal Papa Emeritus II, el cual fue reemplazado por su "hermano menor", Papa Emeritus III.
El álbum fue en general bien recibido, con severas publicaciones marcándolo en sus listas de mejores álbumes de heavy metal del año. El sencillo principal «Cirice» ganó el Grammy de 2016 por mejor interpretación de metal, mientras que el álbum, a su vez, también ganó el Grammis por mejor álbum de Hard Rock/Metal.

## Historia y grabación
Ghost comenzó a trabajar su tercer álbum de estudio, el que seguiría a su Infestissumam del 2013 a finales de 2014. El ímpetu por su tema "futurístico" se le ocurrió a un Nameless Ghoul alrededor de un mes antes del comienzo de la gira del Infestissumam. Mientras intentaba una nueva maniobra con la guitarra en un ensayo, esta tuvo un efecto que "sonaba espacial", el cual hacía que el riff sonase "futurístico y estilo ciencia ficción". Fue en este punto que él tuvo la idea para su próximo álbum.
Un Nameless Ghoul dijo que, debido a que la guitarra tomó un papel terciario en Infestissumam, la banda se centró en los riffs desde el principio de su nuevo álbum. Él explicó que parte de esto se logró por tener cuatro guitarras diferentes, cada una tocada en tres diferentes amplificadores, haciendo cuatro interpretaciones a través de doce de estos. Ellos usaron dos Gibson SG, una de principios de los 80' y otra de los 60', una Gibson Les Paul de 1962 y una Fender Telecaster.
Discutiendo la selección de Klas Åhlund como productor, el Ghoul dijo que a pesar de su reputación por trabajar con cantantes de pop y nunca haber trabajado para una banda de heavy metal antes, Åhlund compartía varios intereses musicales con Ghost. Otro miembro de la banda también dijo "Yo definitivamente creo que tenemos gran cantidad de ideas y descubrimos nuevos ángulos musicales que no tendríamos si hubiésemos trabajado con un productor de música más establecido en el rock."

## Canciones
Siguiendo a su álbum debut, Opus Eponymous, el cual trata acerca de la llegada del Anticristo e Infestissumam, el cual habla de la presencia del mismo, el tema principal de Meliora es "la ausencia de Dios". Un Nameless Ghoul dijo que "las letras tratan con el vacío que habría cuando no hay dios, cuando allí no hay nadie para ayudarte. Pero incluso allí, siempre habrá allí algún cabrón para guiarte. Y la banda es básicamente retratada como el ente religioso que vendrá cuando no haya una mano que guíe. Nosotros ofrecemos ese lugar en el mundo que es espiritual". Otro miembro de la banda también dijo que el álbum era "más acerca de el hombre y mujer modernos en la búsqueda de su propósito en la vida. Es duro vivir en una sociedad si no estás dispuesto a comprar que eres parte de un colectivo, sin embargo, por lo general, en el mundo occidental, hay una gran indiferencia por la responsabilidad individual". El título de álbum, Meliora, palabra en latín que significa la acción de perseguir algo mejor, coincide con el contenido lírico y "el telón de fondo que queríamos pintar en frente de quien estemos tocando estas canciones, básicamente, el cual se supone que es, o se supone que sería, una cosa súper urbana, metropolitana, preapocalíptica y futurísticamente distópica".
A pesar de que ellos tenían coros en su álbum anterior, ellos tuvieron gran cantidad de problemas haciéndolos, pero la banda esta vez decidió de ir más allá y gastar el dinero requerido. "Hay gran cantidad de coros de mellotron porque queríamos que se sintiese un poco más sintético y simulado. El coro simboliza el elemento gótico que entra repentinamente".
El instrumental que inicia la canción «Spirit» utiliza el riff "futurística y estilo ciencia ficción" que se le ocurrió a un Nameless Ghoul para este álbum.
Un Nameless Ghoul llamó a «From the Pinnacle to the Pit» una "verdaderamente fuerte canción basada en el riff, al estilo Led Zeppelin" y "algo que sonaría genial viniendo del estéreo de un auto en el estacionamiento de una escuela secundaria americana".
«Cirice» fue originalmente concebida junto a «Devil Church», el cual era su introducción, un oscuro instrumental de nueve minutos sin un coro. Pero luego de trabajar en ella un poco más y la introducción de Klas Åhlund, un coro materializado y las dos partes fueron cortadas.
La canción «He Is» fue escrita en 2007. La banda intentó grabarla para el Infestissumam, pero luego de intentar que "suene como Ghost" y añadiendo y substrayendo aspectos, terminaron dejándola en la repisa. Al iniciar la preproducción para Meliora, añadieron «He Is» a la lista y, luego del elogio de Åhlund, la grabaron tal cual era. Un Nameless Ghoul dijo a Loudwire que las letras de la canción fueron influenciadas por el suicidio de Selim Lemouchi, el guitarrista de The Devil's Blood, el cual era amigo de los miembros de Ghost.
Discutiendo acerca de «Majesty», un Ghoul dijo "líricamente, por un lado es un himno acerca de el señor oscuro del Inframundo. Por otro lado la canción pinta una imagen de un enjambre de personas, los cuales, en un mundo de completo desastre, idolatran una autoridad que claramente está mirando sobre ellos. Cómo amar algo que te odia a tus espaldas".

## Promoción
El 29 de mayo, la portada de Meliora y su lista de canciones fueron reveladas al público. La canción «Cirice» fue publicada como una descarga gratis en el sitio web oficial de la banda el 31 de mayo. El videoclip de la canción, dirigido por Roboshobo, fue estrenado el 8 de junio. La canción «Absolution» fue publicada para streaming el 31 de julio. El videoclip de «From the Pinnacle to the Pit», dirigido por Zev Deans, fue publicado el 14 de septiembre. Un vídeo lírico para «He Is» fue subido el 9 de noviembre de 2015. Ghost interpretó «Cirice» en Late Show with Stephen Colbert el 30 de octubre de 2015, en un episodio con tema Halloween, marcando la primera aparición en televisión de la banda en los Estados Unidos.

## Recepción
Meliora generalmente recibió reseñas positivas de los críticos. En Metacritic, el cual asigna una puntuación normalizada de 100 reseñas de los principales críticos, el álbum recibió una puntuación promedio de 78, el cual indica "generalmente reseñas positivas", basado en 12 reseñas. Thomas Woroniak de la revista AntiHero dijo "Ghost salió arriba ofreciendo una convincente a el mensaje general de libertad auto-determinada con un álbum bien hecho el cual rockea más fuerte que nunca". El también añadió que el álbum "entrega más de un filo moderno con dientes más afilados que su predecesor, mientras mantiene continuidad con la evolución general de el sonido característico de la banda".
Meliora fue llamado uno de los mejores álbumes de metal de 2015 por muchas publicaciones musicales incluyendo Rolling Stone, AXS TV, y LA Weekly. Metal Hammer la colocó en el número 13 en su lista de lo mejor sin importar el género. Los lectores lo votaron para el mejor álbum de metal del año en la quinta entrega de premios anual de Loudwire, mientras que Loudwire mismo lo nombró segundo. La canción «Cirice» ganó el Grammy de 2016 por mejor interpretación de metal. Loudwire colocó la misma canción en la segunda mejor canción de metal de 2015.
Meliora fue certificado oro por la Federación Internacional de la Industria Fonográfica en noviembre de 2015, por sus 20,000 ventas. El álbum debutó en la octava posición en la lista de Billboard 200, con unas estimadas 29,000 copias vendidas en la primera semana de publicación.

## Lista de canciones
Todas las canciones escritas y compuestas por "A Ghoul Writer". 
| N.º   | Título                         | Duración |  |
| 1.    | «Spirit»                       | 5:15     |  |
| 2.    | «From the Pinnacle to the Pit» | 4:02     |  |
| 3.    | «Cirice»                       | 6:02     |  |
| 4.    | «Spöksonat» (Sonata fantasma)  | 0:56     |  |
| 5.    | «He Is»                        | 4:13     |  |
| 6.    | «Mummy Dust»                   | 4:07     |  |
| 7.    | «Majesty»                      | 5:24     |  |
| 8.    | «Devil Church»                 | 1:06     |  |
| 9.    | «Absolution»                   | 4:50     |  |
| 10.   | «Deus in Absentia»             | 5:37     |  |
| 41:35 |                                |          |  |

| Edición limitada |                             |          |  |
| N.º              | Título                      | Duración |  |
| 11.              | «Zenith»                    | 6:05     |  |
| 12.              | «Cirice» (Edición de radio) |          |  |
| 52:26            |                             |          |  |

| Edición de lujo |                                               |          |  |
| N.º             | Título                                        | Duración |  |
| 11.             | «Square Hammer»                               | 3:59     |  |
| 12.             | «Nocturnal Me» (Cover de Echo & the Bunnymen) | 5:13     |  |
| 13.             | «I Believe» (Cover de Simian Mobile Disco)    | 4:06     |  |
| 14.             | «Missionary Man» (Cover de Eurythmics)        | 3:42     |  |
| 15.             | «Bible» (Cover de Imperiet)                   | 6:34     |  |
| 1:05:09         |                                               |          |  |

| Bonus tracks exclusivas de la edición de Best Buy |                                                        |          |  |
| N.º                                               | Título                                                 | Duración |  |
| 11.                                               | «Year Zero» (en vivo)                                  | 5:00     |  |
| 12.                                               | «If You Have Ghosts» (Cover de Roky Erickson; en vivo) |          |  |
| 50:48                                             |                                                        |          |  |

| Meliora Redux |                                               |          |  |
| N.º           | Título                                        | Duración |  |
| 11.           | «Zenith»                                      | 6:05     |  |
| 12.           | «Square Hammer»                               | 3:59     |  |
| 13.           | «Nocturnal Me» (Cover de Echo & the Bunnymen) | 5:13     |  |
| 14.           | «I Believe» (Cover de Simian Mobile Disco)    | 4:06     |  |
| 15.           | «Missionary Man» (Cover de Eurythmics)        | 3:42     |  |
| 16.           | «Bible» (Cover de Imperiet)                   | 6:34     |  |
| 1:11:14       |                                               |          |  |

## Personal
Ghost
- Papa Emeritus III  – Voz
- Nameless Ghouls – Guitarra , bajo , teclado , batería , guitarra rítmica

Personal técnico
- Klas Åhlund – producción
- Andy Wallace – mezclas
- Necropolitus Cracoviensis Zbigniew M. Bielak – arte

## Posicionamiento en listas
| Lista (2015)                          | Posición pico |
| ------------------------------------- | ------------- |
| Alemania (Media Control Charts)       | 19            |
| Australia (ARIA)                      | 20            |
| Austria (Ö3 Austria)                  | 41            |
| Bélgica (Ultratop flamenca)           | 21            |
| Bélgica (Ultratop valona)             | 23            |
| Canadá (Billboard Canadian Albums)    | 9             |
| Estados Unidos (Billboard 200)        | 8             |
| Estados Unidos (Top Hard Rock Albums) | 2             |
| Estados Unidos (Top Rock Albums)      | 2             |
| Finlandia (Suomen Virallinen Lista)   | 1             |
| Francia (SNEP)                        | 28            |
| Irlanda (IRMA)                        | 65            |
| Noruega (VG-lista)                    | 2             |
| Países Bajos (Album Top 100)          | 6             |
| Suecia (Sverigetopplistan)            | 1             |
| Suiza (Schweizer Hitparade)           | 14            |
| Reino Unido (UK Albums Chart)         | 23            |

## Certificaciones
| País         | Certificación | Ventas  |
| ------------ | ------------- | ------- |
| Suecia (GLF) | Oro           | 20 000^ |